# وربکا (ناحیه کرومیریژ)
وربکا (به چکی: Vrbka) یک منطقهٔ مسکونی در جمهوری چک است که در ناحیه کرومیریژ واقع شده‌است. وربکا ۵٫۳۱ کیلومتر مربع مساحت و ۲۱۹ نفر جمعیت دارد و ۲۹۴ متر بالاتر از سطح دریا واقع شده‌است.